# Gare de Saint-Étienne-Carnot
Gare de Saint-Étienne-Carnot – stacja kolejowa w Saint-Étienne, w departamencie Loara, w regionie Owernia-Rodan-Alpy, we Francji.
Jest stacją Société nationale des chemins de fer français (SNCF), obsługiwaną przez pociągi TER Rhône-Alpes.

## Położenie
Znajduje się na wysokości 513 m n.p.m., na km 135,631 linii Saint-Georges-d’Aurac – Saint-Étienne, pomiędzy przystankami Saint-Étienne-Le Clapier i Saint-Étienne Châteaucreux.